# Koning Albert I-laan
De Koning Albert I-laan is een straat in Brugge.

## Beschrijving
In 1838 werden de Brugse grachten en 'vesten' op twee plaatsen doorbroken om er de spoorweglijnen door te trekken naar het station dat in Brugge op 't Zand werd gebouwd.
Honderd jaar later was de toestand aanzienlijk gewijzigd. Een nieuw station werd gebouwd aan de rand van de binnenstad, wat tot gevolg had dat de door de treinsporen ingenomen ruimte vrij kwam en ook 't Zand, na de sloping van het stationsgebouw, zijn pleinfunctie kon hernemen.
De bestemming vanaf 't Zand naar de Bloedput was vanzelfsprekend: hier kwam een naar Brugse normen brede boulevard. Langs de andere zijde was de ruimte nog aanzienlijker en werden dan ook talrijke plannen gesmeed en voorstellen gedaan.
De voornaamste vertrekbasis van die plannen was dat een boulevard van 't Zand naar het nieuwe station zou leiden, waarlangs nieuwe huizenrijen zouden worden gebouwd. Sommige van die plannen namen in hun voorstel ook de Westmeers en Oostmeers en de tussenliggende straten op, die ze als verkrotte wijken voor de sloophamer voorbestemden.
Toch is geen enkele van die plannen doorgegaan en heeft uiteindelijk het plan van de directie van de Brugse Groendienst en van Joseph en Julien Leys het gehaald. Dit plan voorzag, naast een brede dubbele rijstrook, in een publiek park dat zich moest uitstrekken van aan 't Zand tot aan het station.
Aan deze nieuwe laan en park werd de naam van koning Albert gegeven. Kort na de Eerste Wereldoorlog had men al de naam van koningin Elisabeth aan een nieuwe laan gegeven, maar voor de koning, nochtans immens populair en na zijn tragische dood het voorwerp van verering, had men nog geen passende openbare plek gevonden waar men zijn naam kon aan verbinden.
Dit was nu dan ook het goede ogenblik om aan de grootste laan die Brugge zou hebben, zijn naam te geven. Men ging nog verder door er in 1954 een ruiterstandbeeld van hem op te richten.
In 1972, na de gemeentefusie en bij het wegwerken van dubbele straatnamen, rees de moeilijkheid dat ook in Sint-Michiels een gelijknamige laan aanwezig was. Men vond de goede oplossing door de Rijselstraat, die beide Albertlanen van elkaar scheidde, wat verder op te schuiven, zodat de Brugse Albertlaan naadloos kon aansluiten bij de Sint-Michielse. In Sint-Michiels vormde de Koning Albert I-laan tot 1939 ook de bedding van spoorlijn 66 naar Kortrijk.
In 1994 heeft men, naar aanleiding van de troonsbestijging van koning Albert II, de nodige kleine wijziging aangebracht door er de Koning Albert I-laan van te maken.
De Koning Albert I-laan loopt van 't Zand tot aan de gemeentegrens met Loppem (Zedelgem).